# Esperetusa
Esperetusa (in greco antico: Ἑσπερέθουσα ?) è un personaggio della mitologia greca, una ninfa ed Esperide figlia del primo leggendario re della Mauretania, il titano Atlante.

## Mitologia
Era una delle sorveglianti dell'albero dei pomi d'oro (situato nel Giardino delle Esperidi di Era nel nord Africa occidentale, probabilmente l'odierno Marocco), insieme alle altre due esperidi (Egle ed Eritea) ed al drago Ladone.